# 小行星4148
小行星4148（英語：4148 McCartney）是一颗围绕太阳公转的小行星。1983年7月11日，愛德華·鮑威爾在可可尼诺县发现了此天体。
这颗小行星的绝对星等为215.5342910152706等。